# Arcidiecéze Manaus
Arcidiecéze Manaus (lat. Archidioecesis Manaënsis) je římskokatolická metropolitní arcidiecéze v Brazílii se sídlem v Manausu a zahrnuje část teritoria brzailského státu Amazonas. Biskupským sídelním kostelem je kostel Neposkrvrněného Početí v Manausu. Arcidieécze je centrem manauské církevní provincie, kterou dále tvoří Diecéze Alto Solimões, Diecéze Parintins, Diecéze Roraima, Diecéze São Gabriel da Cachoeira, Územní prelatura Borba, Územní prelatura Coari, Územní prelatura Itacoatiara, Územní prelatura Tefé.

## Stručná historie
V roce 1892 papež Lev XIII. zřídil Diecézi Amazonas, která zahrnovala valnou část Amazonie a původně byla sufragánní vůči arcidiecézi São Salvador da Bahia a od roku 1906 vůči arcidiecézi Belém do Pará. Roku 1952 byla povýšena na metropolitní arcidiecézi. 